# 위시켓
위시켓(Wishket)은 IT 프로젝트를 외주로 진행하고자 하는 기업과 개발사·프리랜서를 연결해 주는 중개 플랫폼이다. 의뢰자·작업자 간의 정확한 매칭과 안전한 외주 계약에 도움이 되는 다양한 서비스를 제공하고 있다.

## 서비스
2023년 기준 위시켓이 운영하는 주요 사업은 다음과 같다.
- 위시켓 : IT 아웃소싱 플랫폼

- 요즘IT : IT 업계 현업 실무자가 자신의 경험과 관점을 콘텐츠로 발행하는 미디어

- 위시켓 통합빌링 서비스 : 클라우드, IT 솔루션 판매 서비스

### 위시켓
위시켓은 IT 전문 외주 중개 플랫폼이다. 2023년 9월 기준 활동 중인 개발사/프리랜서는 약 11만 명, 등록된 프로젝트는 5만여 개, 프로젝트 등록 금액은 약 9천억 원이다. 2013년 정식 서비스 론칭 이후 10년 간 IT 외주 프로젝트를 전문으로 다루는 버티컬 아웃소싱 플랫폼으로 자리 잡고 있다.  
프로젝트 단위의 외주(도급) 의뢰, 기간제 개발/기획/디자인 프리랜서 고용(상주) 의뢰가 가능하다. 프로젝트 의뢰 시 중개 서비스를 통해 요구사항에 맞는 전문가를 매칭 받을 수 있으며 예상 견적/기간 상담, 매니징 서비스&지원, 위시켓 표준 계약서 기반 안심 계약, 에스크로 대금 보호 시스템, 안심중재솔루션을 이용할 수 있다. 
프로젝트 단위의 외주(도급) 의뢰 시 개발사에게 프로젝트 대금의 10%를 수수료를 부과한다. 기간제 프리랜서 고용(상주) 의뢰 시 기업에 프로젝트 대금의 5%를 수수료로 부과한다. 

### 요즘IT
위시켓이 운영하는 콘텐츠 미디어로 IT 업계 현업 실무자가 자신의 경험과 관점을 콘텐츠로 발행한다. 2021년 11월 서비스를 시작했다.

### 위시켓 통합빌링 서비스
위시켓이 운영하는 클라우드, IT 솔루션 판매 서비스다. AWS, NCP, 알림톡, MS Office 등의 상품을 이용할 수 있다. 2023년 8월 AWS에서 어드밴스드 티어 서비스 파트너(Advanced Tier Service Partner)를 획득했다.